# Марібел (Вісконсин)
Марібел (англ. Maribel) — селище (англ. village) в США, в окрузі Манітовок штату Вісконсин. Населення — 336 осіб (2020).

## Географія
Марібел розташований за координатами 44°16′44″ пн. ш. 87°48′7″ зх. д. / 44.27889° пн. ш. 87.80194° зх. д. (44.278767, -87.801844).  За даними Бюро перепису населення США в 2010 році селище мало площу 3,04 км², з яких 3,03 км² — суходіл та 0,01 км² — водойми.

## Демографія
Згідно з переписом 2010 року, у селищі мешкала 351 особа в 141 домогосподарстві у складі 105 родин. Густота населення становила 116 осіб/км².  Було 144 помешкання (47/км²).
Расовий склад населення:
| - 99,1 % — білих - 0,3 % — корінних американців |

До двох чи більше рас належало 0,6 %. Частка іспаномовних становила 0,3 % від усіх жителів.
За віковим діапазоном населення розподілялося таким чином: 24,2 % — особи молодші 18 років, 59,6 % — особи у віці 18—64 років, 16,2 % — особи у віці 65 років та старші. Медіана віку мешканця становила 40,6 року. На 100 осіб жіночої статі у селищі припадало 95,0 чоловіків;  на 100 жінок у віці від 18 років та старших — 95,6 чоловіків також старших 18 років.
Середній дохід на одне домашнє господарство  становив 65 049 доларів США (медіана — 50 000), а середній дохід на одну сім'ю — 73 662 долари (медіана — 58 750). Медіана доходів становила 41 500 доларів для чоловіків та 33 438 доларів для жінок. За межею бідності перебувало 6,1 % осіб, у тому числі 5,7 % дітей у віці до 18 років та 5,3 % осіб у віці 65 років та старших.
Цивільне працевлаштоване населення становило 209 осіб. Основні галузі зайнятості: виробництво — 22,5 %, будівництво — 14,8 %, мистецтво, розваги та відпочинок — 11,5 %, фінанси, страхування та нерухомість — 10,5 %.